# Pseudojuloides kaleidos
Pseudojuloides kaleidos är en fiskart som beskrevs av Kuiter och Randall, 1995. Pseudojuloides kaleidos ingår i släktet Pseudojuloides och familjen läppfiskar. IUCN kategoriserar arten globalt som livskraftig. Inga underarter finns listade i Catalogue of Life.